# Openbravo
Openbravo S.L. é uma desenvolvedora de software espanhola com sede em Pamplona. A empresa desenvolve Openbravo ERP e Openbravo POS.
Em janeiro de 2006 o Openbravo recebeu um investimento de [carece de fontes?] da Sodene para a continuidade do seu desenvolvimento e o crescimento mundial. Em 2007, o Openbravo foi o vencedor do prêmio Red Herring 100 Europe Awards.

## Openbravo ERP
Openbravo ERP é uma solução de ERP open source baseado em Web e compatível com Cloud é aderente a todos portes de empresa, porém com posicionamento de custos para a pequena e média empresa.
Foi criado utilizando as filosofias de código-fonte aberto baseado em MPL e as melhores práticas de desenvolvimento baseado na plataforma ERP Open Source do Compiere e conceitos do Navision atual Microsoft Dynamics.
A tecnologia é baseada em linguagem Java e servidor de aplicação Tomcat, aderente também a servidores de aplicação como WebSphere da IBM.
É um dos projetos mais ativos Open Source em SourceForge e foi premiado em 2010 com o prêmio Bossie da empresa de mídia online InfoWorld.
Desde sua versão 2.4 pode-se optar por PostgreSQL ou Oracle como escolha de banco de dados.
Em 2010, a Openbravo iniciou a disponibilidade de sua versão 2.5 para Cloud, utilizando instâncias AMI da Amazon em Elastic Cloud.

## Openbravo POS

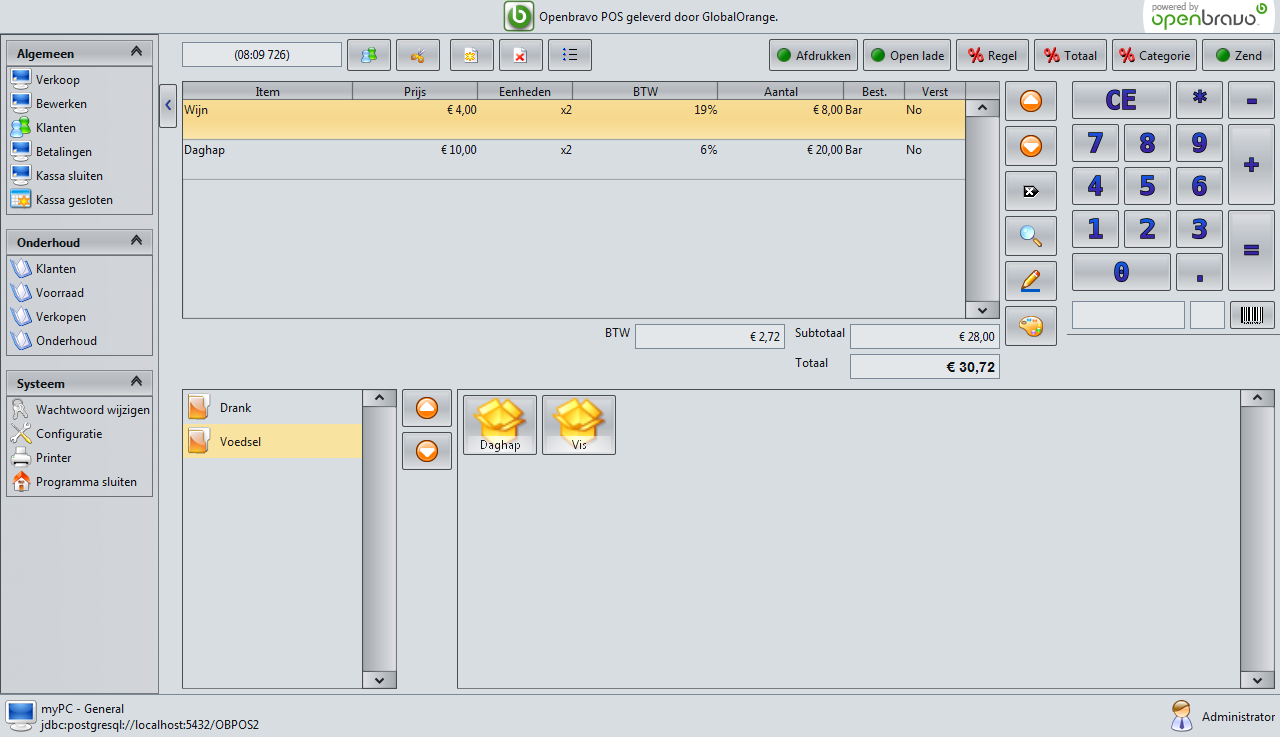
Captura de tela (Openbravo POS)

Openbravo POS (antigo LibrePOS) é um gerenciador de ponto de venda (POS).